# Mike Wilks
Michael Sharod Wilks jr., detto Mike (Milwaukee, 7 maggio 1979), è un ex cestista e allenatore di pallacanestro statunitense.

## Statistiche

### College
| Anno      | Squadra   | PG  | PT | MP   | TC%  | 3P%  | TL%  | RP  | AP  | PRP | SP  | PP   |
| --------- | --------- | --- | -- | ---- | ---- | ---- | ---- | --- | --- | --- | --- | ---- |
| 1997-1998 | Rice Owls | 28  | -  | 22,0 | 35,7 | 30,4 | 62,1 | 2,6 | 2,6 | 1,1 | 0,1 | 4,8  |
| 1998-1999 | Rice Owls | 28  | -  | 34,5 | 39,1 | 27,6 | 68,8 | 4,4 | 4,1 | 2,0 | 0,4 | 8,2  |
| 1999-2000 | Rice Owls | 31  | 31 | 25,3 | 39,9 | 32,1 | 73,2 | 2,7 | 2,3 | 1,3 | 0,1 | 10,7 |
| 2000-2001 | Rice Owls | 30  | 29 | 37,1 | 43,8 | 38,6 | 78,1 | 4,9 | 3,0 | 2,0 | 0,3 | 20,1 |
| Carriera  | Carriera  | 117 | 60 | 29,7 | 40,9 | 34,6 | 72,9 | 3,7 | 3,0 | 1,6 | 0,2 | 11,1 |

### NBA

#### Regular Season
| Anno       | Squadra             | PG  | PT | MP   | TC%  | 3P%  | TL%  | RP  | AP  | PRP | SP  | PP  |
| ---------- | ------------------- | --- | -- | ---- | ---- | ---- | ---- | --- | --- | --- | --- | --- |
| 2002-2003  | Atlanta Hawks       | 15  | 7  | 24,3 | 35,8 | 35,3 | 72,4 | 2,7 | 2,8 | 1,1 | 0,1 | 5,7 |
| 2002-2003  | Minnesota T'wolves  | 31  | 0  | 10,5 | 31,3 | 22,2 | 88,9 | 1,0 | 1,6 | 0,4 | 0,1 | 2,0 |
| 2003-2004  | Houston Rockets     | 26  | 0  | 5,6  | 47,2 | 60,0 | 83,3 | 0,6 | 0,7 | 0,1 | 0,0 | 1,9 |
| 2004-2005† | San Antonio Spurs   | 48  | 0  | 5,8  | 41,6 | 31,3 | 75,0 | 0,5 | 0,7 | 0,3 | 0,0 | 1,7 |
| 2005-2006  | Cleveland Cavaliers | 37  | 0  | 6,6  | 28,8 | 14,3 | 50,0 | 0,7 | 0,5 | 0,2 | 0,0 | 1,1 |
| 2005-2006  | Seattle S.Sonics    | 10  | 0  | 10,5 | 38,7 | 20,0 | 65,5 | 1,2 | 1,4 | 0,6 | 0,0 | 4,4 |
| 2006-2007  | Seattle S.Sonics    | 47  | 4  | 11,4 | 46,8 | 33,3 | 78,6 | 1,1 | 1,7 | 0,3 | 0,1 | 3,6 |
| 2007-2008  | Denver Nuggets      | 8   | 0  | 15,3 | 43,5 | 40,0 | 100  | 1,5 | 0,8 | 0,6 | 0,0 | 3,0 |
| 2007-2008  | Wash. Wizards       | 4   | 0  | 11,0 | 50,0 | 50,0 | -    | 1,5 | 0,8 | 0,8 | 0,0 | 1,3 |
| 2007-2008  | Seattle S.Sonics    | 3   | 0  | 7,3  | 55,6 | 0,0  | 100  | 0,3 | 1,7 | 0,3 | 0,0 | 4,0 |
| 2009-2010  | Oklahoma Thunder    | 4   | 0  | 14,8 | 50,0 | 66,7 | 50,0 | 1,0 | 1,0 | 0,0 | 0,0 | 4,0 |
| Carriera   | Carriera            | 233 | 11 | 9,6  | 40,2 | 32,1 | 74,1 | 1,0 | 1,2 | 0,4 | 0,0 | 2,5 |

#### Playoffs
| Anno     | Squadra            | PG | PT | MP  | TC%  | 3P% | TL% | RP  | AP  | PRP | SP  | PP  |
| -------- | ------------------ | -- | -- | --- | ---- | --- | --- | --- | --- | --- | --- | --- |
| 2003     | Minnesota T'wolves | 4  | 0  | 1,8 | 50,0 | 100 | -   | 0,0 | 0,0 | 0,0 | 0,0 | 0,8 |
| 2004     | Houston Rockets    | 2  | 0  | 2,5 | -    | -   | -   | 0,0 | 0,5 | 0,0 | 0,0 | 0,0 |
| Carriera | Carriera           | 6  | 0  | 2,0 | 50,0 | 100 | -   | 0,0 | 0,2 | 0,0 | 0,0 | 0,5 |

## Palmarès
- Campionato italiano: 1

Mens Sana Siena: 2007-08
- Supercoppa polacca: 1

Prokom Gdynia: 2010